# 天神橋筋

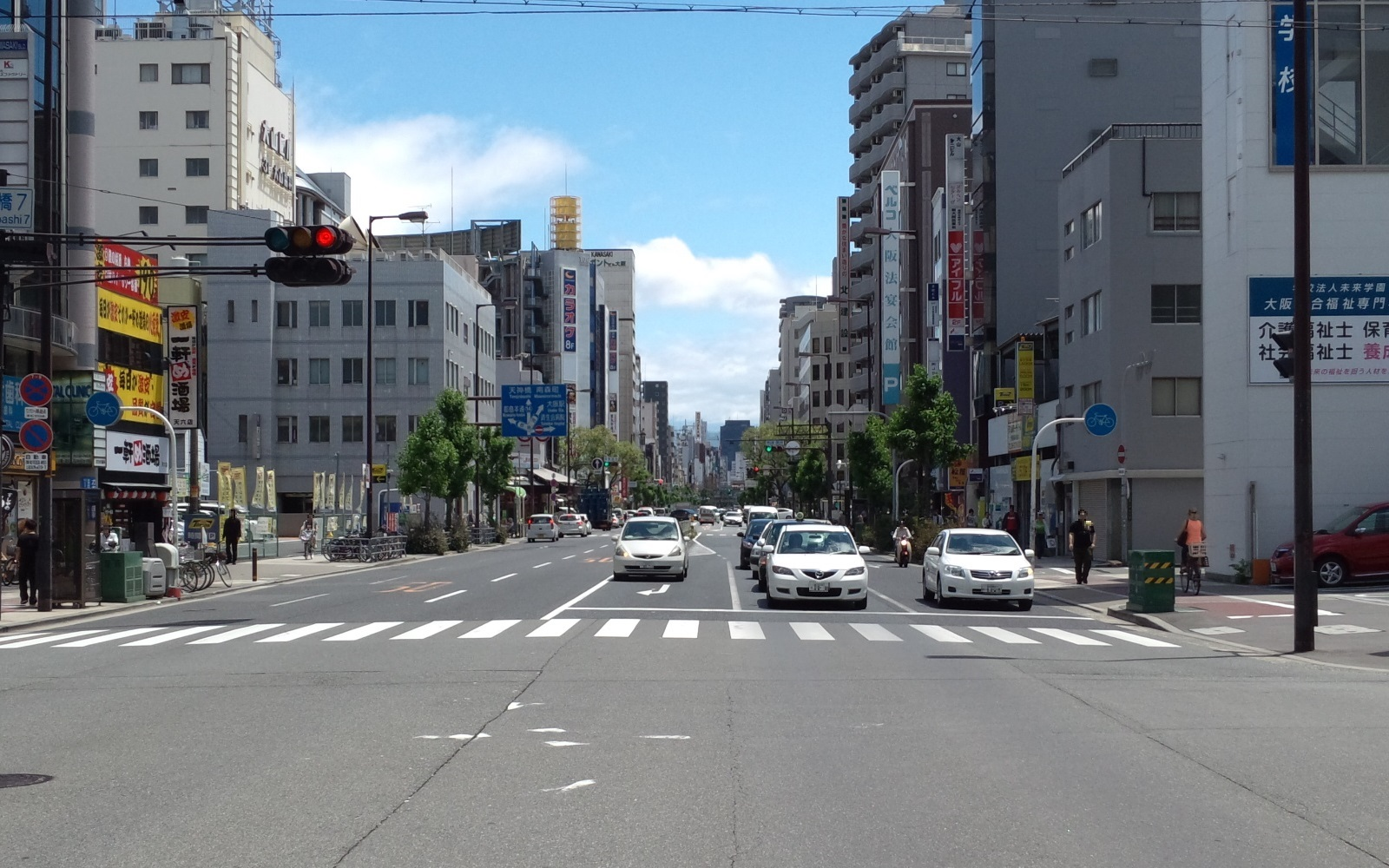
天神橋6交差点付近から南を望む

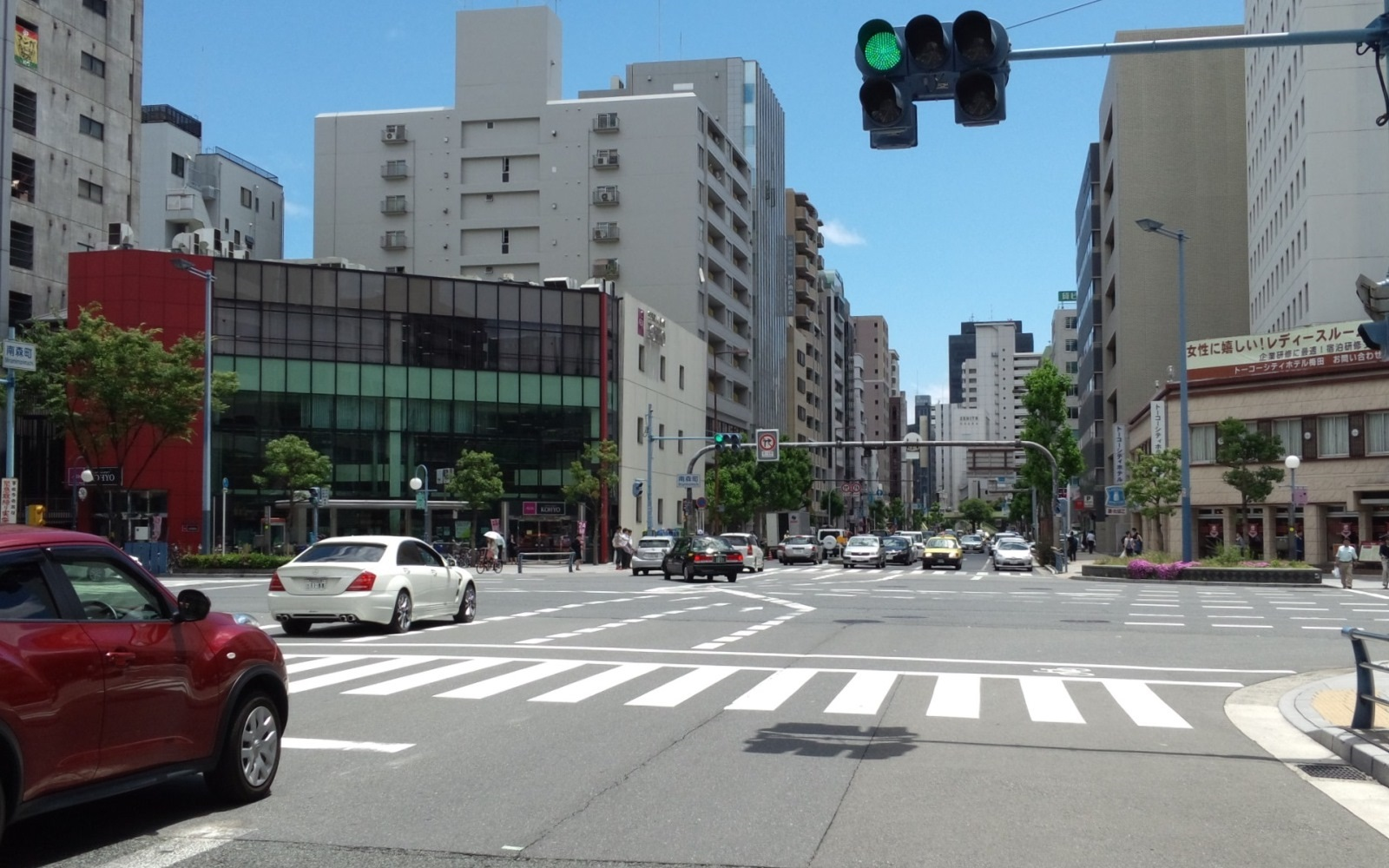
南森町交差点付近から南を望む

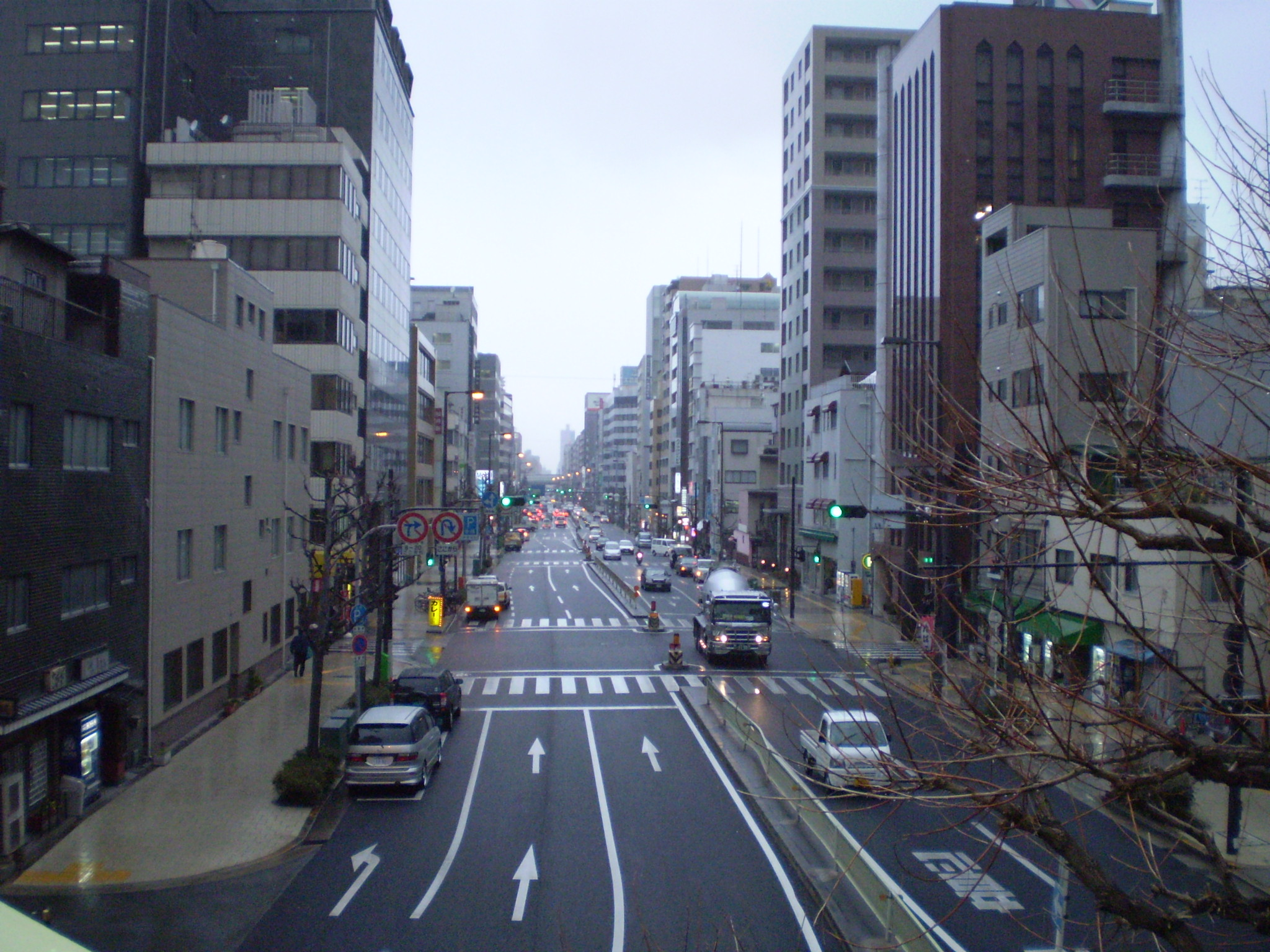
北区天神橋1丁目付近

天神橋筋（てんじんばしすじ）は、大阪府大阪市を南北に走る主要地方道。

## 概要
区間は東淀川区の長柄橋北詰交差点から中央区の天神橋交差点までの約3.8kmで、北区の東部を南北に縦断する。南森町交差点以北は大阪府道14号大阪高槻京都線、南森町交差点 - 天神橋1交差点間は大阪府道102号恵美須南森町線、天神橋1交差点以南は大阪市道天神橋天王寺線の各一部区間に当たる。天神橋1交差点以南は南行きの一方通行となる。
天神橋6交差点付近から天神橋1交差点付近にかけて、阪急千里線と地下鉄堺筋線が地下を走っている。
1913年（大正2年）に天神橋6交差点 - 天神橋1交差点間が大阪市電天神橋西筋線の敷設によって、1927年（昭和2年）に長柄橋南詰 - 天神橋6交差点間が大阪市電長柄橋筋線の敷設によって、1934年（昭和9年）に天神橋1交差点 - 天神橋交差点間が松屋町筋の拡幅に伴って、それぞれ拡幅・新設された道路である。大阪市電は両路線とも1966年（昭和41年）に廃止され、代わって地下鉄堺筋線が1969年（昭和44年）に開業。1983年（昭和58年）には長柄橋が現在の橋に架け替えられた。
天神橋1南交差点以北の区間では、一筋東の天神橋筋商店街が元来の天神橋筋である。現在も年配者を中心に商店街の筋を天神橋筋と呼ぶケースが少なくない。天神橋西筋線の路線名からも分かるように、主要地方道のほうを天神橋筋と呼ぶケースはほとんどなかったが、長柄橋架け替えと同年に「天神橋筋」の道路愛称を付与されて以降、次第に定着するようになった。

## 沿線

### 東淀川区
- 柴島浄水場
  - 水道記念館
- 淀川河川公園
- 長柄橋 - 淀川

### 北区
- きんでん本店
- 天神橋筋商店街
- 阪急オアシス（旧阪急ファミリーストア）天六店・同心店
- 天神橋筋六丁目駅
- 大阪くらしの今昔館
- 天五中崎通商店街
- 天満駅
- 北区役所・区民センター
- 北図書館
- カンテレ扇町スクエア
  - キッズプラザ大阪
  - 関西テレビ本社
- 扇町公園
  - 扇町プール
- 扇町駅
- 南森町駅 大阪天満宮駅
- 大阪天満宮
- 中之島
  - 中之島公園
- 天神橋 - 堂島川・土佐堀川

### 中央区
- 大阪大林ビル
- 日本郵政・日本郵便近畿支社

| 接続する道路 西← ＜天神橋筋＞ →東                          | 接続する道路 西← ＜天神橋筋＞ →東                         | 交差点     | 交差点 | 交差点   |
| ---------------------------------------------------------- | --------------------------------------------------------- | ---------- | ------ | -------- |
| ＜淀川通＞ 府道16号大阪高槻線                              | ＜淀川通＞ 府道14号大阪高槻京都線 重複=府道16号大阪高槻線 | 長柄橋北詰 | 大阪市 | 東淀川区 |
| ＜城北公園通＞ 市道中津太子橋線                            | ＜城北公園通＞ 市道中津太子橋線                           | 天神橋8    | 大阪市 | 北区     |
| 都計北野都島線※                                            | ＜都島通＞ 市道大阪環状線                                 | 天神橋6    | 大阪市 | 北区     |
| ＜都島通＞ 市道大阪環状線                                  | ＜都島通＞ 市道大阪環状線                                 | 天神橋6    | 大阪市 | 北区     |
| 扇町バイパス※                                              | N/A                                                       | 天神橋4先  | 大阪市 | 北区     |
| ＜扇町通＞ 都計大阪駅前線                                  | （源八橋・樋之口町方面）                                  | 扇町       | 大阪市 | 北区     |
| ＜曽根崎通＞ 国道1号 重複=国道163号                        | ＜曽根崎通＞ 国道1号 重複=国道163号                       | 南森町     | 大阪市 | 北区     |
| ＜堺筋＞※ 府道102号恵美須南森町線                          | N/A                                                       | 天神橋1    | 大阪市 | 北区     |
| ＜土佐堀通＞ 府道168号石切大阪線                           | ＜土佐堀通＞ 府道168号石切大阪線                          | 天神橋     | 大阪市 | 中央区   |
| ＜松屋町筋＞ 市道天神橋天王寺線 （農人橋・天王寺公園方面） |                                                           |            |        |          |
| - ※一方通行につき当路線からは進入禁止。                    |                                                           |            |        |          |